# Evropa svobody a přímé demokracie
Evropa svobody a přímé demokracie (anglicky Europe of Freedom and Direct Democracy, EFDD) byla pravicová euroskeptická politická frakce v Evropském parlamentu. Byla založena po volbách do Evropského parlamentu 2009 jako Evropa svobody a demokracie (název změněn v červnu 2014). Frakci ve volebním období 2014–2019 převážně tvořila britská United Kingdom Independence Party a italské Hnutí pěti hvězd, které společně měly 39 z celkových 45 poslanců frakce.
Frakce zanikla po volbách 2019, protože přestala plnit podmínku mít členy alespoň ze 7 států.

## Historie
Po volbách do Evropského parlamentu 2009 měly problémy dvě frakce — Nezávislost a demokracie (IND/DEM) a Unie pro Evropu národů (UEN). United Kingdom Independence Party (UKIP), složka frakce Nezávislost a demokracie si vedla dobře, ale ostatní strany dopadly špatně. UEN také ztratila europoslance a obě frakce spadly pod požadovaný práh existence frakce. Zbylí členové obou padlých frakcí si musely najít novou frakci před ustavující schůzí Sedmého evropského parlamentu 14. července 2009. Spekulace ohledně nové frakce vyšly na povrch 30. června 2009. Původně se diskutovalo, že název frakce bude Evropa svobodných národů nebo Evropa národů pro svobodu nebo nějaká fráze obsahující slova nezávislost, svoboda, demokracie nebo lidé/národy. Při absenci oficiálního názvu byla rodící se frakce přezdívána Svoboda.
Dne 1. července 2009 byla pořádána tisková konference u příležitosti vzniku frakce. Na této tiskové konferenci byla frakce pojmenována Evropa svobody a demokracie. Andreas Mölzer, lídr eurokandidátky Svobodné strany Rakouska (FPÖ) později oznámil, že FPÖ a EFD spolu jednají o vstupu FPÖ do EFD, ale že obě strany mají vůči té druhé výhrady, když Staatkundig Gereformeerde Partij, UKIP a krajně pravicová Slovenská národná strana byly z FPÖ rozpačité. Dne 24. června 2014 bylo ve frakci odhlasováno rozšíření názvu z původního Evropa svobody a demokracie na Evropa svobody a přímé demokracie. Poprvé tak na půdě EP hlasoval i Petr Mach, kladně. Po vystoupení poslankyně Ivety Griguleové, jediné poslankyně frakce z Lotyšska, v říjnu 2014 frakce zanikla, neboť dle stanov Evropského parlamentu musí mít ve svých řadách poslance ze 7 zemí, což po vystoupení Griguleové nesplňovala.
Skupina byla obnovena 20. října 2014 po příchodu jednoho člena polského Kongresu nové pravice.
8. dubna 2016 poslankyně Alternativa pro Německo (AfD) Beatrix von Storch opustila frakci Evropští konzervativci a reformisté a stala se členkou EFDD.

## Členství podle stran
2014–2019
| Členský stát       | Strana                                    | Europoslanců |
| ------------------ | ----------------------------------------- | ------------ |
| Česko              | Strana svobodných občanů                  | 1            |
| Francie            | Joëlle Bergeron (nezávislý kandidát)      | 1            |
| Itálie             | Hnutí pěti hvězd                          | 17           |
| Polsko             | Koalice Obnovy Republiky Volnost i Naděje | 1            |
| Litva              | Pořádek a spravedlnost                    | 1            |
| Švédsko            | Švédští demokraté                         | 2            |
| Spojené království | Strana nezávislosti Spojeného království  | 22           |
| Německo            | Alternativa pro Německo                   | 1            |